# Lijst van afleveringen van Sedes & Belli
Dit is een lijst met afleveringen van de Vlaamse televisieserie Sedes & Belli. De TV1-serie telt twee seizoenen.

## Seizoen 1 (2002–2003)
| #  | Titel Aflevering | Synopsis | Originele uitzenddatum | Scenario                    | Regie             | Nr.  |
| -- | ---------------- | --- | ---------------------- | --------------------------- | ----------------- | ---- |
| 1  | Water en vuur    | Er werd al twee keer brand gesticht op de scheepswerf van Leo Van Itterbeeck. Dat is de reden waarom hij een beveiligingsfirma heeft ingeschakeld. Maar Leo wil ook SCAN Recherche de zaak laten uitpluizen. Zo raken detective Lena Belli en bewaker Frank Sedes als collega’s betrokken bij dezelfde mysterieuze zaak. | 8 december 2002        | Patrick Bernauw Guy Didelez | Christian Vervaet | 1.01 |
| 2  | Partners         | Een lokale politicus overlijdt na een partijtje wurgseks in een onverhuurd appartement op de dijk. Een jonge medewerker van een Makelaarskantoor geeft zichzelf aan. De vader van de jongeman gelooft niet dat zijn zoon schuldig is. Zij ontdekken meer dan hun werkgever lief is... | 15 december 2002       | Bas Adriaensen              | Marc Lybaert      | 1.02 |
| 3  | Bingo            | Voor dag en dauw treffen twee agenten een naakte man aan op het strand van Oostende. Het is Eugène Lambrechts, alias "Bingo", eigenaar van een aantal lunaparken. Eugène lijdt aan geheugenverlies. Zijn vrouw weet enkel dat hij op reis wilde naar Cannes om daar speelautomaten te bestellen. Dan duikt een afperser op, met een door Eugène ondertekende schuldbekentenis. Scan komt in actie.                                                  | 22 december 2002       | Patrick Bernauw Guy Didelez | Marc Lybaert      | 1.03 |
| 4  | 't Palace        | Zotte Jeanne woont met haar zoon in het vervallen Palace. Ooit een chic herenhuis, ontworpen door haar man-architect zaliger. Ze voelt zich bedreigd door een bouwfirma met plannen voor stadsmodernisering. De politie gelooft Jeanne niet. Scan merkt dat ze misschien niet zo gek is als ze lijkt... | 29 december 2002       | Bas Adriaensen              | Stef Desmyter     | 1.04 |
| 5  | Zakenmoord       | René Desager wordt zijn bedrijf uitgewerkt door zijn zakenpartner en zijn eigen vrouw. Hij huurt Scan in om bewijzen te vinden van hun samenzwering. Als de zakenpartner na een ruzie vermoord wordt door de vrouw, lijkt de opdracht van de baan. Maar Sedes denkt dat er meer aan de hand is... | 5 januari 2003         | Bas Adriaensen              | Stef Desmyter     | 1.05 |
| 6  | Knock Out        | Een cafébaas wordt geterroriseerd door een bende vechtersbazen. Het spoor leidt naar de boksclub van een ex-bokser, Ronny en zijn sponsor, een nachtclubuitbater. De bewijzen tegen Ronny stapelen zich op, zijn sponsor lijkt vrijuit te gaan. Maar dat is buiten Coene gerekend... | 12 januari 2003        | Bas Adriaensen              | Hans Herbots      | 1.06 |
| 7  | Wie van de drie? | In een kleine supermarkt verdwijnen er niet alleen levensmiddelen maar ook sterkedrank. Zaakvoerder Robert verdenkt zijn drie caissières en schakelt Scan in. Tydgat heeft al vlug genoeg van de drie feeksen. Coene zal ze weleens temmen. Tot blijkt dat er ook geld uit de kassa verdwenen is en Coene van ongewenste intimiteiten wordt beschuldigd...                                                                                          | 19 januari 2003        | Patrick Bernauw Guy Didelez | Hans Herbots      | 1.07 |
| 8  | Anoniem          | Een anonieme opdrachtgever beschuldigt een dorpsapothekeres van medische onachtzaamheid. Het slachtoffer is Sedes’ vader. De zaak wordt persoonlijk, de beschuldiging lijkt juist. Als Scan ontdekt wie de opdrachtgever is, neemt de zaak een onverwachte wending... | 26 januari 2003        | Bas Adriaensen              | Michelle Graus    | 1.08 |
| 9  | Levend lijk      | Wanneer Erna Walraevens ’s morgens haar visverwerkingsbedrijf wil binnenstappen, ziet ze op straat haar man... die elf jaar geleden omkwam op zee. Scan moet op zoek naar een levend lijk. Maar al snel lijkt blijkt de levende dode maar het topje van de ijsberg... | 2 februari 2003        | Patrick Bernauw Guy Didelez | Michelle Graus    | 1.09 |
| 10 | Broers           | Willy, een juwelier, moet een partij diamanten verkopen voor een garagist. Zijn broer Stan komt op het idee om de verzekeringen op te lichten en ze ensceneren een overval. Scan begint een onderzoek voor de verzekeringen. Als bovendien blijkt dat de garagist géén brave middenstander is, zitten de broers ineens in heel nauwe schoentjes...                                                                                                  | 9 februari 2003        | Bas Adriaensen              | Stef Desmyter     | 1.10 |
| 11 | Privé zaken      | Een schooldirecteur wordt gefotografeerd in de Oostendse prostitutiewijk. Scan krijgt de opdracht de afperser te ontmaskeren. Al snel wordt een eerste verdachte opgepakt. Maar dat blijkt een oude vriend van Tydgat te zijn. En bovendien zelf een privé-detective, die in opdracht van een prostituee om dezelfde reden de buurt in de gaten houdt. Naarmate het onderzoek vordert, komt bovendien het dubieus verleden van Coene aan het licht. | 16 februari 2003       | Bavo Dhooge                 | Stef Desmyter     | 1.11 |
| 12 | You've Got Mail  | De reputatie van de onkreukbare directeur van een groot bedrijf wordt besmeurd door een lastercampagne over het internet. Scan gaat digitaal, de concurrentie is de eerste verdachte. Pas als ook de toekomst van het bedrijf op het spel komt te staan, dringt het tot de speurders door dat de dader dichter bij huis gezocht moet worden. | 23 februari 2003       | Bas Adriaensen              | Hans Herbots      | 1.12 |
| 13 | Grand Hotel      | Sedes en Belli gaan undercover in een hotel, respectievelijk als gast en kamermeisje, om een reeks diefstallen op te helderen. Een eenvoudige opdracht, een kwestie van geduld en observeren. Maar Moens gooit roet in het eten wanneer hij de suikerzieke Tydgat moet ontslaan. Het SCAN-team davert op zijn grondvesten. De detectives gaan in staking.                                                                                           | 2 maart 2003           | Peter Vandekerckhove        | Hans Herbots      | 1.13 |

## Seizoen 2 (2003–2004)
| #  | Titel Aflevering | Synopsis | Originele uitzenddatum | Scenario       | Regie          | Nr.  |
| -- | ---------------- | --- | ---------------------- | -------------- | -------------- | ---- |
| 14 | Overstag         | Dirk Feyen en Pascale Mertens bieden bedrijven en particulieren tegen betaling tochtjes aan op hun zeiljacht. Dirk heeft vooral oog voor zijn zeilcarrière en komt de overeenkomst met de sponsor niet na. Die wil van zijn contract af en schakelt SCAN in om het bedrijfje door te lichten. SCAN ontdekt dat Dirk met zijn boot niet alleen mensen vervoert, maar ook nog andere louche zaken en Belli ontdekt ondertussen dat Sedes niet de enige knappe man is in Oostende. | 30 november 2003       | Bas Adriaensen | Stef Desmyter  | 2.01 |
| 15 | Vluchtmisdrijf   | Een tienermeisje wordt op haar weg naar huis van de weg gemaaid door een roekeloze chauffeur die vluchtmisdrijf pleegt. De politie zoekt tevergeefs naar de dader. De vader van het slachtoffer schakelt de detectives van SCAN in. Ze vinden een verdachte die uiteindelijk bekent. Maar volgens SCAN geniet de ware dader bescherming. | 7 december 2003        | Noël Degeling  | Stef Desmyter  | 2.02 |
| 16 | Biecht           | Een priester-leraar in een meisjesinternaat is getuige van een poging tot aanranding. Het slachtoffer weigert echter te zeggen wie de dader is. SCAN moet de zaak discreet ophelderen om zo de goede naam van de school te vrijwaren. Een uitzichtloze opdracht. Tot Tydgat ontdekt dat ook de priester-leraar meer weet dan hij vertelt. | 14 december 2003       | Noël Degeling  | Luc Coghe      | 2.03 |
| 17 | Moederziel       | Fred en Denise Houtman willen het hoederecht over hun kleinkinderen. Ze vragen SCAN om te bewijzen dat hun schoondochter Suzy een slechte moeder is. De detectives balen van zo’n opdracht. Naarmate het onderzoek vordert, is Belli is van mening dat Suzy geen slechte moeder is, maar het slachtoffer van omstandigheden. Ze wil de partijen verzoenen. Ze botst echter op wederzijds onbegrip.                                                                              | 21 december 2003       | Bas Adriaensen | Luc Coghe      | 2.04 |
| 18 | Belli            | Uit financiële overwegingen laat SCAN zich verleiden tot een lucratieve betrappingsopdracht. Het lijkt een routineklus, tot Coene en Tydgat erachter komen wie de minnaar van de overspelige vrouw is. Sedes is ongerust over Belli. Ze is de laatste tijd erg in de war en heeft zich ziek gemeld. Sedes voert een privéonderzoek uit, maar ontdekt meer dan hem lief is. | 28 december 2003       | Bas Adriaensen | Michelle Graus | 2.05 |
| 19 | Stank voor dank  | SCAN draait vierkant, er is ruzie tussen Moens en Lambroux. Ondertussen is er een nieuwe zaak: Rudy, securityman in de haven wordt na 30 jaar ontslagen. Zijn taak wordt overgenomen door bewakingscamera's. Zijn dochter ontdekt dat hij wraak wil nemen en schakelt SCAN in om te verhinderen dat haar vader stommiteiten doet. Maar Rudy zit veel dieper in nesten dan zijn dochter denkt.                                                                                   | 4 januari 2004         | Noël Degeling  | Michelle Graus | 2.06 |